# Arbinovo
Arbinovo (en macédonien Арбиново) est un village du sud-ouest de la Macédoine du Nord, situé dans la municipalité de Debartsa. Le village comptait 26 habitants en 2002.

## Démographie
Lors du recensement de 2002, le village comptait :
- Macédoniens : 26